# Ryosuke Okuno
Pour les articles homonymes, voir Okuno.
Ryosuke Okuno (奥野 僚右, Okuno Ryosuke) est un footballeur et entraîneur japonais né le 13 novembre 1968 à Kyoto. Il évoluait au poste de défenseur.